# Granica czadyjsko-libijska
Granica czadyjsko-libijska – granica międzypaństwowa pomiędzy Libią i Czadem o długości 1055 kilometrów.
Granica powstała na skutek aktywności imperiów kolonialnych w Afryce w XX wieku. Terytorium Czadu od początku wieku zostało opanowane przez Francję, która utworzyła w nim swoją kolonię, natomiast obecna Libia powstała po aneksji osmańskich posiadłości w Afryce przez Włochy w 1912 roku. Po II wojnie światowej Libia była pod okupacją brytyjsko-francuską, a następnie oba kraje uzyskały niepodległość, odpowidnio w 1951 i 1960 roku.
Granica czadyjsko-libijska składa się z dwóch odcinków linii prostych o łącznej długości 1055 km i ogólnym przebiegu z północnego zachodu na południowy wschód. Po stronie Czadu do granicy przylegają regiony Borku, Ennedi, Tibesti, zaś po stronie libijskiej są to gminy Al-Kufra i Marzuk. W Czadzie położony jest pas ziemi określany jako strefa Aozou, o które w latach 1973–1987 stoczono serię walk.
Początek granicy na wschodzie znajduje się na trójstyku z Sudanem o współrzędnych 19°30,0′N 24°00,0′E/19,500000 24,000000. Następnie granica biegnie linią prostą w kierunku północno-zachodnim przez Saharę do punktu 23°27,0′N 16°00,0′E/23,450000 16,000000, gdzie skręca na południowy zachód i kieruje się do trójstyku z Nigrem w punkcie 23°00,0′N 15°00,0′E/23,000000 15,000000. Granica przecina zwrotnik Raka.